# 日本電気化学
日本電気化学（にほんでんきかがく、英: Nippon Denki Kagaku 略称：NDK）は、日本の製造メーカーであり、産業用電子機器のカスタマイズ部品の設計・製造を行っている会社である。本社所在地は京都府左京区。

## 概要
2025年で創業120年、設立80年を迎える「京の老舗」として時代を紡いできた、日本電気化学（NDK)は、「ハードからソフトまで多様な創造領域を結集させるNDK」を企業方針に「設計・開発」から「製造・組立」、そして検査体制などの「品質管理」まで各領域を網羅する一貫生産体制を確立している。
電子回路基板（プリント配線板）、精密板金加工、表面処理、塗装、シルク印刷、シール・シート、ネームプレート（銘板）等の各種設計及び製造、または仕様からの製品開発を行っており、得意とするマイコン技術を基にハードウェア・ソフトウェア両面からの開発、設計をしている。電話回線用FAX情報端末・体脂肪測定器・各種制御機器などのCPU応用製品の受託開発や製品化を手掛けた実績がある。 
発注元の製品開発に、日本電気化学が参加し、仕様決定、ハード・ソフト・筐体の開発・設計、製造まで、一貫して手伝っている。日本電気化学は製品造りにFPGA（フィールド・プログラマブル・ゲート・アレー）の技術をいち早く導入し、迅速な回路設計、機能検証、廃品種電子部品の代替、回路の大幅圧縮などに応用している。アナログ・デジタル回路設計、電子回路基板の設計・製造、電子機器に組込のソフトウェア開発、アプリケーションソフトウェア開発、電子機器の受託開発、OEM供給など多種多様なニーズに対応している。